# 1678

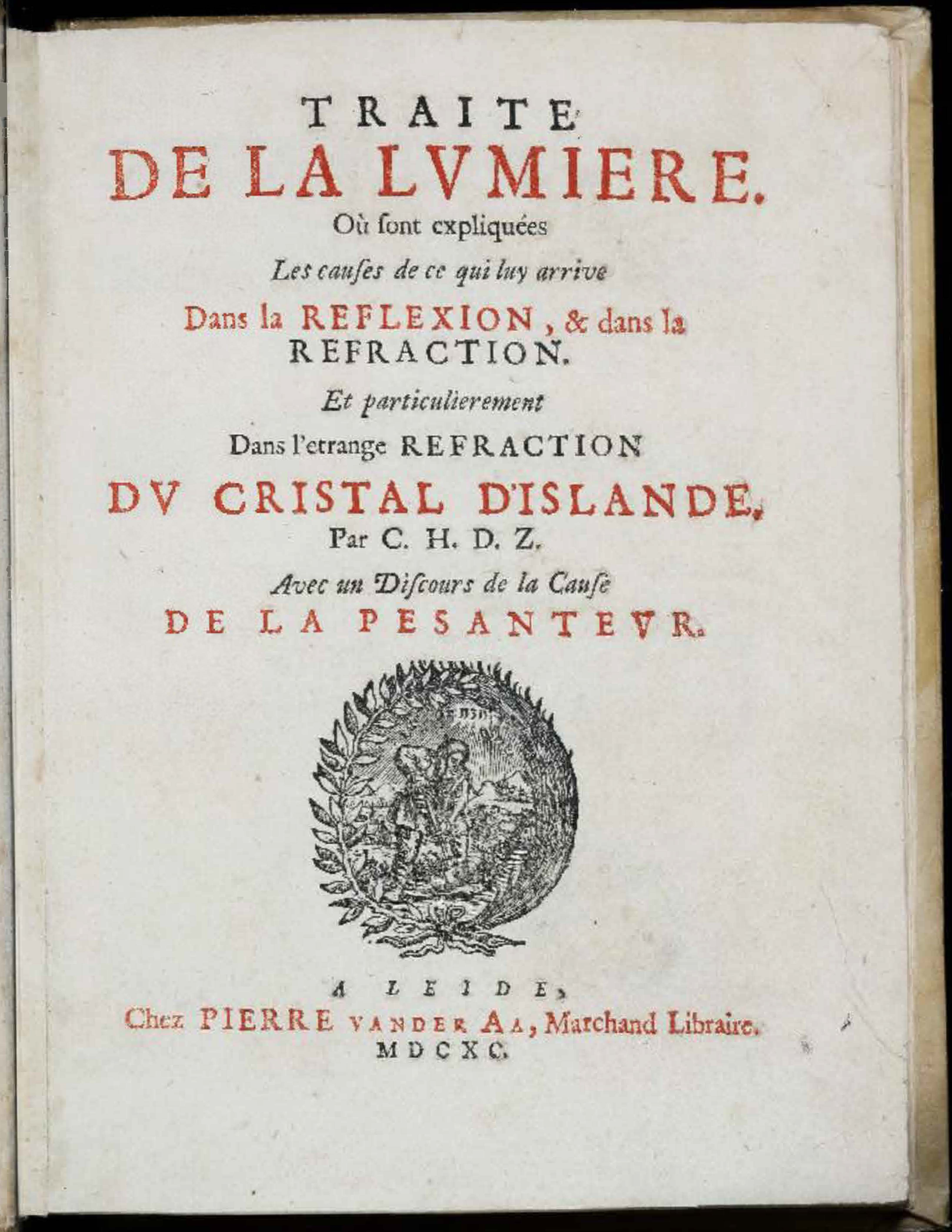
Folha de rosto da 1ª edição do Tratado sobre a luz (1690) de Christiaan Huygens door Caspar Netscher, nome abreviado em C. H. D. Z., onde expôs a sua teoria ondulatória da luz.

- Wikisource

| Calendário gregoriano                                                        | 1678 MDCLXXVIII                     |
| Ab urbe condita                                                              | 2431                                |
| Calendário arménio                                                           | 1127 – 1128                         |
| Calendário bahá'í                                                            | -166 – -165                         |
| Calendário budista                                                           | 2222                                |
| Calendário chinês                                                            | 4374 – 4375 Início a 23 de janeiro  |
| Calendário copta                                                             | 1394 – 1395                         |
| Calendário etíope                                                            | 1670 – 1671                         |
| Calendários hindus - Vikram Samvat - Calendário nacional indiano - Cáli Iuga | 1733 – 1734 1599 – 1600 4778 – 4779 |
| Calendário Holoceno                                                          | 11678                               |
| Calendário islâmico                                                          | 1089 – 1090                         |
| Calendário judaico                                                           | 5438 – 5439                         |
| Calendário persa                                                             | 1056 – 1057                         |
| Calendário rúnico                                                            | 1928                                |
| Calendário solar tailandês                                                   | 2221                                |

1678 (MDCLXXVIII, na numeração romana)  foi um ano comum do século XVII do actual Calendário  Gregoriano, da Era de Cristo, e a sua letra dominical foi B (52 semanas), teve início a um sábado e terminou também a um sábado.
| Ano completo                   |
| ------------------------------ |
| Ano comum com início ao sábado |

## Eventos
- O matemático Christiaan Huygens apresenta à Academia Real de Ciências da França a Teoria Ondulatória da Luz, publicada depois  no Tratado sobre a luz de 1690.
- Mau ano agrícola provoca a falta de cereais e causa desentendimentos entre as Câmaras da ilha de São Jorge e da ilha do Pico, levando a que proíbam a sua exportação.

## Nascimentos
- 4 de março - Antonio Vivaldi, compositor e violonista italiano nascido em Veneza (m. 1741).
- 03 de maio - Amaro Pargo, corsário e comerciante espanhol (m. 1747).

## Por tema
- 1678 na música